# Alison van Uytvanck
Alison van Uytvanck (Vilvoorde, Brabante Flamenco, 26 de marzo de 1994) es una extenista profesional belga. Su mejor clasificación hasta la fecha en sencillos en su carrera es la n.º 37, lo alcanzó el 13 de agosto de 2018.
El 19 de agosto, Van Uytvanck anunció su retiro del tenis profesional.

## Vida personal
Van Uytvanck nació en la pequeña ciudad de Grimbergen sus padres René Van Uytvanck y Krista Laemers. Comenzó a jugar tenis a los 5 años cuando su hermano mayor Sean le presentó el juego. Ella también tiene un hermano gemelo llamado Brett. Se graduó de la escuela secundaria en Sint-Donatus en Merchtem . Como estudiante de tercer año, alternaba entre la capacitación con el entrenador local Sacha Katsnelson y la Asociación de Tenis de Flemish, donde ha sido entrenada por Ann DeVries. Su ídolo del tenis es Roger Federer, y también admira a su compatriota Kim Clijsters. Van Uytvanck es abiertamente lesbiana y se casó con Emilie Vermeiren en 2023. Su exnovia es Greet Minnen, que fue su compañera en el BGL Luxembourg Open 2018, y ganaron este título.

## Títulos WTA (7; 5+2)

### Individual (5)
| Leyenda                                |
| -------------------------------------- |
| Grand Slam (0)                         |
| Juegos Olímpicos (0)                   |
| WTA Tour Championships (0)             |
| P. Mandatory & Premier 5, WTA 1000 (0) |
| Premier, WTA 500 (0)                   |
| International, WTA 250 (5)             |

| N.º | Fecha                    | Torneos  | Superficie | Oponente en la final | Resultado     |
| --- | ------------------------ | -------- | ---------- | -------------------- | ------------- |
| 1.  | 17 de septiembre de 2017 | Quebec   | Dura (i)   | Tímea Babos          | 5-7, 6-4, 6-1 |
| 2.  | 25 de febrero de 2018    | Budapest | Dura (i)   | Dominika Cibulková   | 6-3, 3-6, 7-5 |
| 3.  | 24 de febrero de 2019    | Budapest | Dura (i)   | Markéta Vondroušová  | 1-6, 7-5, 6-2 |
| 4.  | 28 de septiembre de 2019 | Taskent  | Dura       | Sorana Cîrstea       | 6-2, 4-6, 6-4 |
| 5.  | 2 de octubre de 2021     | Astaná   | Dura (i)   | Yulia Putintseva     | 1-6, 6-4, 6-3 |

### Dobles (2)
| Leyenda                                |
| -------------------------------------- |
| Grand Slam (0)                         |
| Juegos Olímpicos (0)                   |
| WTA Tour Championships (0)             |
| P. Mandatory & Premier 5, WTA 1000 (0) |
| Premier, WTA 500 (0)                   |
| International, WTA 250 (2)             |

| N.º | Fecha                    | Torneos    | Superficie | Pareja       | Oponentes en la final               | Resultado   |
| --- | ------------------------ | ---------- | ---------- | ------------ | ----------------------------------- | ----------- |
| 1.  | 20 de octubre de 2018    | Luxemburgo | Dura (i)   | Greet Minnen | Vera Lapko Mandy Minella            | 7-6(3), 6-2 |
| 2.  | 18 de septiembre de 2021 | Luxemburgo | Dura (i)   | Greet Minnen | Erin Routliffe Kimberley Zimmermann | 6-3, 6-3    |

#### Finalista (2)
| N.º | Fecha                 | Torneos  | Superficie    | Pareja            | Oponentes en la final             | Resultado        |
| --- | --------------------- | -------- | ------------- | ----------------- | --------------------------------- | ---------------- |
| 1.  | 15 de febrero de 2015 | Amberes  | Dura (i)      | An-Sophie Mestach | Anabel Medina Arantxa Parra       | 4-6, 6-3, [5-10] |
| 2.  | 21 de mayo de 2021    | Belgrado | Tierra batida | Greet Minnen      | Aleksandra Krunić Nina Stojanović | 0-6, 2-6         |

## Títulos WTA 125s (3; 3+0)

### Individual (3)
| N.º | Fecha                   | Torneo  | Superficie | Oponente         | Resultado |
| --- | ----------------------- | ------- | ---------- | ---------------- | --------- |
| 1.  | 10 de noviembre de 2013 | Taipéi  | Carpet (i) | Yanina Wickmayer | 6-4, 6-2  |
| 2.  | 19 de diciembre de 2021 | Limoges | Dura (i)   | Ana Bogdan       | 6-4, 7-5  |
| 3.  | 19 de junio de 2022     | Gaiba   | Césped     | Sara Errani      | 6-4, 6-3  |

#### Finalistas (1)
| N.º | Fecha               | Torneo    | Superficie    | Oponente           | Resultado     |
| --- | ------------------- | --------- | ------------- | ------------------ | ------------- |
| 1.  | 4 de agosto de 2019 | Karlsruhe | Tierra batida | Patricia Maria Țig | 3-6, 6-1, 6-2 |

### Dobles (0)

#### Finalistas (2)
| N.º | Fecha                   | Torneo    | Superficie    | Compañera           | Oponentes                          | Resultado        |
| --- | ----------------------- | --------- | ------------- | ------------------- | ---------------------------------- | ---------------- |
| 1.  | 10 de noviembre de 2013 | Taipéi    | Dura          | Anna-Lena Friedsam  | Caroline Garcia Yaroslava Shvédova | 3-6, 3-6         |
| 2.  | 15 de mayo de 2022      | Karlsruhe | Tierra batida | Alison Van Uytvanck | Mayar Sherif Panna Udvardy         | 7-5, 4-6, [2-10] |

## ITF (9; 9+0)

### Individual (9)
| Torneos de $100,000 |
| Torneos de $75,000  |
| Torneos de $50,000  |
| Torneos de $25,000  |
| Torneos de $15,000  |
| Torneos de $10,000  |

| Finales superficie  |
| ------------------- |
| Dura (7–4)          |
| Tierra batida (2–1) |
| Césped (0–0)        |

| Resultado | N.º | Fecha                    | Torneo                       | Superficie | Oponentes            | Resultado        |
| --------- | --- | ------------------------ | ---------------------------- | ---------- | -------------------- | ---------------- |
| Campeona  | 1.  | 13 de febrero de 2011    | Vale do Lobo, Portugal       | Dura       | Elitsa Kostova       | 6-3, 4-6, 6-2    |
| Campeona  | 2.  | 13 de marzo de 2011      | Dijon, Francia               | Dura       | Claire Feuerstein    | 6-2, 6-3         |
| Campeona  | 3.  | 8 de mayo de 2011        | Edinburgh, Reino Unido       | Arcilla    | Justyna Jegiolka     | 6-7(5), 6-4, 6-2 |
| Campeona  | 4.  | 6 de noviembre de 2011   | Sunderland, Reino Unido      | Dura       | Tara Moore           | 6-4, 6-2         |
| Campeona  | 5.  | 15 de enero de 2012      | Glasgow, Reino Unido         | Dura       | Francesca Stephenson | 6-3, 6-1         |
| Campeona  | 6.  | 11 de noviembre de 2012  | Equeurdreville, Francia      | Dura       | Julie Coin           | 6-1, 3-6, 6-3    |
| Campeona  | 7.  | 27 de enero de 2013      | Andrezieux-Boutheon, Francia | Dura       | Ana Vrljc            | 6-1, 6-4         |
| Campeona  | 8.  | 28 de abril de 2013      | Chiasso, Suiza               | Arcilla    | Katarzyna Kawa       | 7-6(2), 6-3      |
| Campeona  | 9.  | 21 de septiembre de 2013 | Shrewsbury, Reino Unido      | Dura       | Marta Sirotkina      | 7-5, 6-1         |